# Giorgio Brambilla

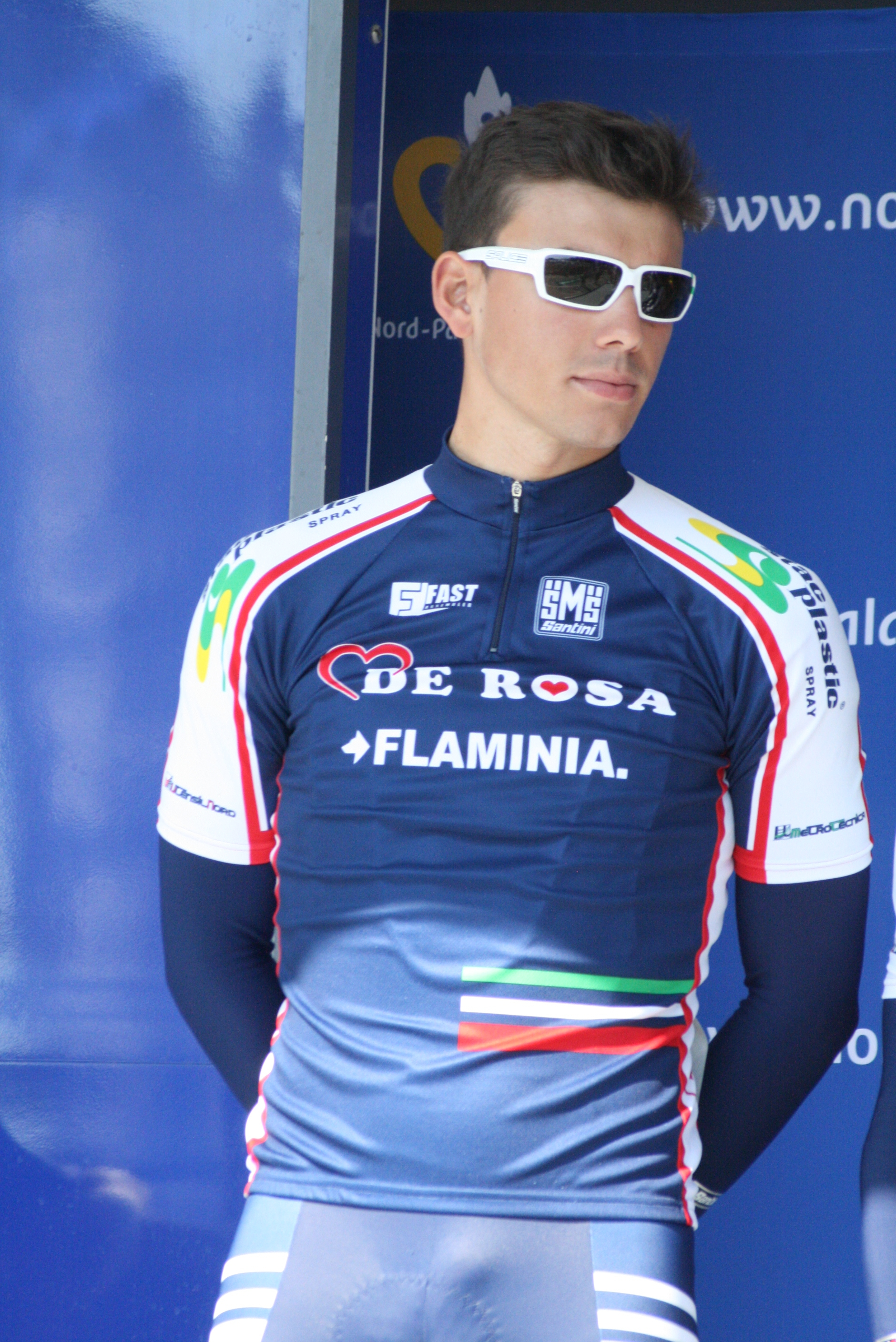
Giorgio Brambilla bei den Vier Tagen von Dünkirchen 2011

Giorgio Brambilla (* 19. September 1988 in Lecco) ist ein ehemaliger italienischer Radrennfahrer.
Brambilla gelang 2005 ein Etappensieg bei der Schweizer Junioren-Rundfahrt GP Rüebliland. 2008 wurde er Zweiter bei der U23-Austragung des Radklassikers Paris–Roubaix. Ein Jahr später konnte er sich dort mit Rang drei erneut auf dem Podium platzieren. Zur Saison 2010 wurde Brambilla Profi beim Team De Rosa-Stac Plastic. 2012 wechselte er zum neugegründeten luxemburgischen Leopard-Trek Continental Team und konnte mit einem Sieg beim niederländischen Eintagesrennen Dorpenomloop Rucphen seinen einzigen Erfolg auf der UCI Europe Tour feiern.

## Erfolge
2012
- Dorpenomloop Rucphen

## Teams
- 2010 De Rosa-Stac Plastic
- 2011 De Rosa-Ceramica Flaminia
- 2012 Leopard-Trek Continental Team
- 2013 Atlas Personal-Jakroo
- 2014 Veranclassic-Doltcini